# A.D. - La Bibbia continua
A.D. - La Bibbia continua (A.D.: The Bible Continues) è una miniserie televisiva statunitense del 2015, ideata da Roma Downey e Mark Burnett per la NBC.

## Trama
La trama si ispira agli Atti degli Apostoli e alle lettere di Paolo, narrando i principali avvenimenti subito dopo la crocefissione e risurrezione di Gesù. In particolare, come l'evento ha influenzato i leader politici e spirituali della Giudea e di come gli apostoli, tra rivolte, oppressioni e persecuzioni, espansero la comunità cristiana, diffondendo la testimonianza della vita di Gesù prima nella regione e poi anche nelle altre nazioni.

## Distribuzione
È un sequel della miniserie del 2013 La Bibbia; la prima puntata è stata trasmessa il 5 aprile 2015, giorno di Pasqua. La prima parte del titolo ricalca l'abbreviazione per Anno Domini. In Italia, la miniserie è stata trasmessa dal 21 febbraio al 13 marzo 2016 su Canale 5.

## Puntate
| nº | Titolo originale     | Titolo italiano          | Prima TV USA   | Prima TV Italia  |
| -- | -------------------- | ------------------------ | -------------- | ---------------- |
| 1  | The Tomb Is Open     | La tomba è aperta        | 5 aprile 2015  | 21 febbraio 2016 |
| 2  | The Body Is Gone     | Il corpo è scomparso     | 12 aprile 2015 | 21 febbraio 2016 |
| 3  | The Spirit Arrives   | La discesa dello spirito | 19 aprile 2015 | 21 febbraio 2016 |
| 4  | The Wrath            | L'ira                    | 26 aprile 2015 | 28 febbraio 2016 |
| 5  | The First Martyr     | Il primo martire         | 3 maggio 2015  | 28 febbraio 2016 |
| 6  | The Persecution      | La persecuzione          | 10 maggio 2015 | 28 febbraio 2016 |
| 7  | The Visit            | La visita                | 17 maggio 2015 | 6 marzo 2016     |
| 8  | The Road to Damascus | La strada per Damasco    | 24 maggio 2015 | 6 marzo 2016     |
| 9  | Saul's Return        | Il ritorno di Saul       | 31 maggio 2015 | 6 marzo 2016     |
| 10 | Brothers in Arms     | Fratelli d'armi          | 7 giugno 2015  | 13 marzo 2016    |
| 11 | Rise Up              | Sollevatevi              | 14 giugno 2015 | 13 marzo 2016    |
| 12 | The Abomination      | L'abominio               | 21 giugno 2015 | 13 marzo 2016    |

## Personaggi e interpreti
- Gesù, interpretato da Juan Pablo Di Pace e doppiato da Francesco Venditti.
- Pietro, interpretato da Adam Levy e doppiato da Francesco Pezzulli.
- Caifa, interpretato da Richard Coyle e doppiato da Massimiliano Manfredi.
- Ponzio Pilato, interpretato da Vincent Regan e doppiato da Stefano Benassi.
- Claudia Procula, moglie di Pilato, interpretata da Joanne Whalley e doppiata da Giuppy Izzo.
- Lea, moglie di Caifa, interpretata da Jodhi May e doppiata da Barbara De Bortoli.
- Erode Antipa, interpretato da James Callis e doppiato da Christian Iansante.
- Maria, interpretata da Greta Scacchi e doppiata da Rossella Izzo.
- Giovanni, interpretato da Babou Ceesay e doppiato da Carlo Scipioni.
- Maria Maddalena, interpretata da Chipo Chung e doppiata da Francesca Manicone.
- Cornelio, interpretato da Will Thorp e doppiato da Guido Di Naccio.
- Paolo, interpretato da Emmett J. Scanlan e doppiato da Marco Vivio.
- Anna, interpretato da Ken Bones e doppiato da Gianni Giuliano.
- Giuseppe d'Arimatea, interpretato da Kevin Doyle e doppiato da Francesco De Francesco.
- Maya, figlia di Pietro, interpretata da Helen Daniels e doppiata da Veronica Benassi.
- Simone lo Zelota, interpretato da Fraser Ayers e doppiato da Riccardo Scarafoni.
- Caligola, interpretato da Andrew Gower e doppiato da Daniele Raffaeli.
- Erodiade, interpretata da Claire Cooper e doppiata da Myriam Catania.
- Ruben, interpretato da Chris Brazier e doppiato da Davide Perino.
- Mario, interpretato da Brendan Patricks e doppiato da Edoardo Stoppacciaro.
- Tommaso, interpretato da Jóhannes Haukur Jóhannesson e doppiato da Fabrizio Dolce.
- Barnaba, interpretato da Kenneth Collard e doppiato da Gabriele Tacchi.
- Matteo, interpretato da Pedro Lloyd Gardiner e doppiato da Flavio Aquilone.
- Giacomo il Maggiore, fratello di Giovanni, interpretato da Denver Isaac e doppiato da Francesco Cavuoto.
- Boaz, interpretato da George Georgiou e doppiato da Stefano Macchi.
- Eva, interpretata da Charlene McKenna e doppiata da Isabella Benassi.
- Giovanna, interpretata da Farzana Due Elahe e doppiata da Letizia Ciampa.
- Filippo, interpretato da Joe Dixon e doppiato da Mario Bombardieri.
- Chuza, interpretato da Jim Sturgeon e doppiato da Fausto Jacopo Tognini.
- Tabita, interpretata da Marama Corlett e doppiata da Mattea Serpelloni.
- Giacomo il Giusto, interpretato da Alastair Mackenzie e doppiato da Giorgio Borghetti.
- Tiberio, interpretato da Kenneth Cranham e doppiato da Giorgio Lopez.
- Stefano, interpretato da Reece Ritchie e doppiato da Luigi Morville.
- Simone il Mago, interpretato da Stephen Walters e doppiato da Stefano Santerini.
- Erode Agrippa I, interpretato da Michael Peluso e doppiato da Luca Mannocci.
- Gamaliele, interpretato da Struan Rodger e doppiato da Carlo Valli.
- Anania di Damasco, interpretato da Nicholas Sidi e doppiato da Gerolamo Alchieri.
- Anania marito di Saffira, interpretato da Peter De Jersey e doppiato da Stefano Mondini.
- Saffira, interpretata da Indra Ové e doppiata da Carmen Iovine.
- Gabra, interpretato da Colin Salmon e doppiato da Enrico Di Troia.
- Levi, interpretato da Francis Magee e doppiato da Marco Fumarola.
- Isacco, interpretato da John Benfield e doppiato da Luciano Roffi.
- Melek, interpretato da John Ioannou e doppiato da Paolo Gattini.
- Gionata, interpretato da Lex Shrapnel e doppiato da Gabriele Trentalance.
- Dina, interpretata da Sonia Okacha e doppiata da Alessandra Pagnotta.
- Druso, interpretato da Morgan Watkins e doppiato da Emilio Mauro Barchesi.
- Esaù, interpretato da Abdellah Bensaid e doppiato da Stefano Starna.
- Giuda, interpretato da Cesare Taurasi e doppiato da Stefano Starna.
- Cassius, interpretato da Dan Cade e doppiato da Stefano Starna.
- Gedeone, interpretato da Hassan Ben Badida e doppiato da Paolo Gattini.
- Vedova, interpretata da Fisun Burgess e doppiata da Nunzia Di Somma.
- Arik, interpretato da Nicholas Pinnock e doppiato da Luca Graziani.
- Asher, interpretato da Alex Lanipekun e doppiato da Davide Marzi.
- Aurelio, interpretato da Guy Williams e doppiato da Mauro Magliozzi.
- Julius, interpretato da Steve Toussaint e doppiato da Luca Ciarciaglini.
- Rabbino, doppiato da Gaetano Lizzio.
- Gesù da giovane, doppiato da Giulio Bartolomei.
- Giacomo il Giusto da giovane, doppiato da Nicole Pravadelli.
- Guardia #1, doppiato da Marco Giansante.
- Madre di Tabita, doppiato da Diana Collepiccolo.

## Produzione
Dopo il successo de La Bibbia, prodotta per History Channel, la NBC trovò un accordo con Roma Downey e Mark Burnett per realizzare anche un sequel, ordinando la produzione di una miniserie da 12 puntate il 17 dicembre 2013.
Nota anche con i titoli di lavorazione A.D. e A.D.: Beyond the Bible, vede, come l'opera precedente, un cast fatto di attori per lo più poco noti al grande pubblico. Le riprese si sono svolte dal mese di settembre 2014 nei dintorni di Ouarzazate, in Marocco.